# Sainte-Montaine
Sainte-Montaine és un municipi francès, situat al departament de Cher i a la regió de Centre – Vall del Loira. L'any 2007 tenia 220 habitants.

## Demografia

### Població
El 2007 la població de fet de Sainte-Montaine era de 220 persones. Hi havia 95 famílies, de les quals 20 eren unipersonals (12 homes vivint sols i 8 dones vivint soles), 50 parelles sense fills, 21 parelles amb fills i 4 famílies monoparentals amb fills.
La població ha evolucionat segons el següent gràfic:
Habitants censats

### Habitatges
El 2007 hi havia 235 habitatges, 98 eren l'habitatge principal de la família, 130 eren segones residències i 8 estaven desocupats. 170 eren cases i 34 eren apartaments. Dels 98 habitatges principals, 57 estaven ocupats pels seus propietaris, 28 estaven llogats i ocupats pels llogaters i 12 estaven cedits a títol gratuït; 2 tenien una cambra, 5 en tenien dues, 25 en tenien tres, 33 en tenien quatre i 32 en tenien cinc o més. 90 habitatges disposaven pel capbaix d'una plaça de pàrquing. A 41 habitatges hi havia un automòbil i a 50 n'hi havia dos o més.

### Piràmide de població
La piràmide de població per edats i sexe el 2009 era:
| Homes | Edats   | Dones |
| ----- | ------- | ----- |
| 0     | 95 o +  | 0     |
| 0     | 90 a 94 | 0     |
| 0     | 85 a 89 | 0     |
| 0     | 80 a 84 | 4     |
| 0     | 75 a 79 | 0     |
| 4     | 70 a 74 | 0     |
| 12    | 65 a 69 | 4     |
| 4     | 60 a 64 | 12    |
| 4     | 55 a 59 | 8     |
| 16    | 50 a 54 | 8     |
| 8     | 45 a 49 | 8     |
| 0     | 40 a 44 | 8     |
| 8     | 35 a 39 | 8     |
| 0     | 30 a 34 | 4     |
| 8     | 25 a 29 | 4     |
| 4     | 20 a 24 | 4     |
| 4     | 15 a 19 | 8     |
| 0     | 10 a 14 | 12    |
| 0     | 5 a 9   | 4     |
| 0     | 0 a 4   | 4     |

## Economia
El 2007 la població en edat de treballar era de 149 persones, 118 eren actives i 31 eren inactives. De les 118 persones actives 110 estaven ocupades (62 homes i 48 dones) i 7 estaven aturades (4 homes i 3 dones). De les 31 persones inactives 14 estaven jubilades, 7 estaven estudiant i 10 estaven classificades com a «altres inactius».

### Ingressos
El 2009 a Sainte-Montaine hi havia 86 unitats fiscals que integraven 178,5 persones, la mediana anual d'ingressos fiscals per persona era de 16.516 €.

### Activitats econòmiques
Dels 12 establiments que hi havia el 2007, 2 eren d'empreses extractives, 1 d'una empresa de fabricació d'altres productes industrials, 1 d'una empresa de construcció, 1 d'una empresa de comerç i reparació d'automòbils, 2 d'empreses de transport, 1 d'una empresa d'hostatgeria i restauració, 1 d'una empresa d'informació i comunicació, 2 d'empreses immobiliàries i 1 d'una empresa de serveis.
Dels 2 establiments de servei als particulars que hi havia el 2009, 1 era una fusteria i 1 agència immobiliària.
L'any 2000 a Sainte-Montaine hi havia 13 explotacions agrícoles que ocupaven un total de 1.460 hectàrees.

## Poblacions més properes
El següent diagrama mostra les poblacions més properes.